# 張弘宜
張弘宜（1453年—？），字時措，號後樂，直隶松江府华亭县人，民籍，明朝政治人物，官至廣西副使。

## 生平
成化十三年（1477年）丁酉科應天府鄉試第三十九名，成化十七年（1481年）辛丑科中式三甲四十九名進士。弘治四年（1491年）授浙江餘姚縣知縣，调宁海县知县，擢授南京都察院理刑知县，弘治八年（1495年）六月實授南京江西道监察御史，十年四月以考察降调，贬蕲州判官，升沔阳知州，十六年四月升云南按察司佥事，後致仕。正德三年（1508年）二月以先前湖广沔阳州造解弓箭岁久未完，弘宜尝知州事，不能查催，被下御史逮问，罰米三百石输宣府。後起复湖广佥事，六年十二月官至廣西兵備副使，征討瑤族、壯族，卒於官。

## 轶事
张弘宜欲毁一僧寺，题诗于壁云: “古寺伶俜几百春，断碑磨洗认前人。忽朝一日无常到，沧海桑田又一新。”寺僧忧不知所出。适天童寺僧怀让者，客于其寺，遂赓一诗于其次: “元亮归来不计春，赞眉入社更何人。只园陀树今枯槁，看遍桃花几度新。。云: 张公来，见诗而喜，寺犹可保也。不然，我亦当速去。次日，张公果见此诗而怒，既而吟哦者久之，又喜。询是诗何人所题，僧以名对，邀与相见，极口称善，遂得不毁。

## 家族
曾祖張子英；祖父張熊應，贈兵部主事；父張弼，南安府知府。母王氏（封安人）。具庆下。兄弘正。弟弘立、弘左、弘宣、弘直、弘丞、弘圭、弘玉。